# 圣普里韦 (索恩-卢瓦尔省)
圣普里韦（法語：Saint-Privé，法語發音：[sɛ̃ pʁive] ⓘ）是法国索恩-卢瓦尔省的一个市镇，属于索恩河畔沙隆区。

## 地理
圣普里韦（46°41'29"N, 4°34'13"E）面积5.21 平方千米，位于法国勃艮第-弗朗什-孔泰大區索恩-卢瓦尔省，该省份为法国中部省份，北起顺时针与科多尔省、汝拉省、安省、罗讷省、卢瓦尔省、阿列省和涅夫勒省接壤。
与圣普里韦接壤的市镇（或旧市镇、城区）包括：勒皮莱、圣米科、萨维扬日。

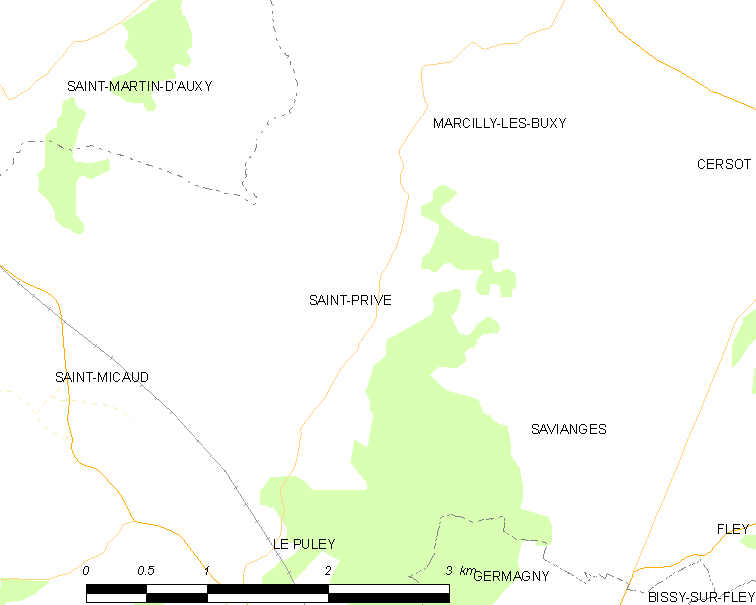
的OSM定位图

圣普里韦的时区为UTC+01:00、UTC+02:00（夏令时）。

## 行政
圣普里韦的邮政编码为71390，INSEE市镇编码为71471。

## 政治
圣普里韦所属的省级选区为日夫里县。

## 人口

1962-2008年间人口变化图示

圣普里韦于2022年1月1日时的人口数量为99人。